# Fissaggio fotografico
Il fissaggio fotografico è una delle operazioni necessarie allo sviluppo di una fotografia. Con lo stesso nome si indica anche il trattamento dei supporti nel bagno di fissaggio. 

## Principio di funzionamento
Il fissaggio consiste nell'immergere la fotografia sviluppata in una soluzione di tiosolfato di sodio (Na2S2O3) o tiosolfato di ammonio (NH4)2S2O3, detti anche iposolfito, i quali rendono solubile il bromuro d'argento non ridotto dall'azione dello sviluppo. Se non venisse eseguita questa operazione, il bromuro d'argento rimasto annerirebbe rapidamente con l'esposizione alla luce, danneggiando quindi la fotografia.
La reazione che rende solubile il bromuro d'argento passa attraverso cinque stadi. Nelle prime fasi vengono prodotti dei sali insolubili ed incolori. Pertanto, se il bagno di fissaggio non viene protratto abbastanza a lungo, i residui rimarranno sull'immagine, danneggiandola in seguito alla loro alterazione. 

## Il liquido per il fissaggio
Il liquido utilizzato per il fissaggio consiste in una soluzione salina che ha lo scopo di sciogliere gli alogenuri di argento non esposti alla luce e quindi non trasformati in argento metallico. 
Una volta che la pellicola o la stampa vengono immerse in questo liquido e vi vengono lasciate per circa 5 minuti (la pellicola) o circa 1 minuto (la stampa), non sono più soggette a modificazioni date dalla luce.

Dopo l'immersione nel fissaggio si procede a un lavaggio finale del supporto.

Esiste un fissaggio indurente e uno non indurente (spesso all'iposolfito), che di solito è richiesto per le modifiche successive quali il viraggio.
Di solito le soluzioni di fissaggio contengono, in percentuali variabili:
- Acido acetico (tra il 5% e il 10%);
- Sodio solfito (tra l'1% ed il 5%);
- Acido borico (tra l'1% ed il 5%).

I reflui di fissaggio sono classificati, secondo la normativa in vigore per lo smaltimento dei rifiuti, come rifiuto speciale e pericoloso. Ad essi è attribuito il codice CER 090104.